# Keita Masuda
Keita Masuda (jap. 舛田圭太 Masuda Keita; ur. 27 lutego 1979 w Kanazawie) – japoński badmintonista, trzykrotny olimpijczyk.
Zawodnik trzykrotnie brał udział w igrzyskach olimpijskich, na igrzyskach w Sydney startował w grze pojedynczej mężczyzn (17. miejsce), na igrzyskach w Atenach w grze podwójnej mężczyzn w parze z Tadashim Ohtsuką (9. miejsce), a na igrzyskach w Pekinie również z Tadashim Ohtsuką w grze podwójnej (5. miejsce).